# Europese kampioenschappen indooratletiek 2025 – Vijfkamp
De Vijfkamp op de Europese indoorkampioenschappen van 2025 vond plaats op 9 maart 2025 en het werd gehouden op de shorttrackbaan van Omnisport in Apeldoorn in Nederland. Het was de zesendertigste keer dat dit onderdeel op het programma stond.
De vijfkamp werd gewonnen door de Finse Saga Vanninen met 4922 dat een nieuw Europees record onder 23 jaar betekende, de Wereldleiding en een nationaalrecord. Zilver werd er gewonnen door de Nederlandse Sofie Dokter. Maakte Dokter na het vierde onderdeel vier seconden goed op de afsluitende 800 meter van Vanninen ging het goud naar Nederlands. Dit gebeurde echter niet doordat Dokter 4826 punten haalde, dat wel een persoonlijkrecord betekende. De Ierse Kate O'Connor won het brons met 4781 punten dat een nationaalrecord betekende.

## Records
Voorafgaand aan het toernooi waren dit het Wereldrecord, Europees record, Kampioenschapsrecord en de Wereld-, Europese leiding.
| Wereldrecord         | Nafissatou Thiam | 5055 | Istanbul | 3 maart 2023    |
| Europees record      | Nafissatou Thiam | 5055 | Istanbul | 3 maart 2023    |
| Kampioenschapsrecord | Nafissatou Thiam | 5055 | Istanbul | 3 maart 2023    |
| WL                   | Saga Vanninen    | 4843 | Tallinn  | 2 februari 2025 |
| EL                   | Saga Vanninen    | 4843 | Tallinn  | 2 februari 2025 |

## Resultaten
| Nr.    | Atleet                           | 60 m h       | hoog         | kogel        | ver          | 800 m           | Punten     |
| ------ | -------------------------------- | ------------ | ------------ | ------------ | ------------ | --------------- | ---------- |
| Goud   | Saga Vanninen Finland            | 8,19 PR 1086 | 1,81 PR 991  | 15,56 898    | 6,52 PR 1014 | 2.12,20 933     | 4922 NR    |
| Zilver | Sofie Dokter Nederland           | 8,26 PR 1070 | 1,84 1029    | 13,86 785    | 6,61 PR 1043 | 2.14,53 899     | 4826 PR    |
| Brons  | Kate O’Connor Ierland            | 8,31 PR 1059 | 1,84 PR 1029 | 14,32 815    | 6,27 PR 934  | 2.11,42 PR 944  | 4781 NR    |
| 4      | Jade O’Dowda Verenigd Koninkrijk | 8,30 PR 1061 | 1,87 PR 1067 | 13,46 PR 758 | 6,43 985     | 2.15,91 880     | 4751 PR    |
| 5      | Paulina Ligarska Polen           | 8,56 1004    | 1,75 916     | 14,48 826    | 6,15 PR 896  | 2.12,59 927     | 4569       |
| 6      | Sandrina Sprengel Duitsland      | 8,50 1017    | 1,69 842     | 14,22 PR 809 | 6,27 934     | 2.17,83 PR 853  | 4455 =PR   |
| 7      | Beatričė Juškevičiūtė Litouwen   | 8,18 1088    | 1,69 842     | 13,98 793    | 5,88 813     | 2.16,10 PRi 877 | 4413 PR    |
| 8      | Emma Oosterwegel Nederland       | 8,27 PR 1068 | 1,72 879     | 13,22 742    | 5,86 807     | 2.14,24 PRi 904 | 4400 PR    |
| 9      | Célia Perron Frankrijk           | 8,46 1026    | 1,78 953     | 12,20 674    | 5,78 783     | 2.12,65 926     | 4362       |
| 10     | Lovisa Karlsson Zweden           | 8,20 1084    | 1,66 806     | 12,78 713    | 6,23 921     | 2.19,29 833     | 4357       |
| 11     | Yuliia Loban Oekraïne            | 8,48 1021    | 1,66 806     | 14,98 860    | 5,86 807     | 2.23,00 783     | 4277       |
| 12     | Marijke Esselink Nederland       | 8,42 1035    | 1,69 842     | 13,46 758    | 5,68 753     | 2.22,28 793     | 4181       |
| 13     | Sveva Gerevini Italië            | 8,26 PR 1070 | 1,72 879     | 13,00 PR 727 | 6,20 912     | 2.14,58 899     | 4487       |
| 14     | Verena Mayr Oostenrijk           | 8,66 982     | 1,72 879     | 13,80 781    | 5,70 759     | DNS             | DNF (3401) |

o geldige poging | x ongeldige poging | - poging overgeslagen | NM Geen geldig resultaat | WR Wereldrecord | CR Kampioenschapsrecord | AR Continentaal record | NR Nationaalrecord | WL Wereldleiding | EL Europese leiding | SB Beste seizoenprestatie | =SB Evenaring beste seizoenprestatie | PB Persoonlijk record | =PB Evenaring persoonlijk record